# فیلم‌شناسی مریلا زارعی
مریلا زارعی (زاده ۲۵ فروردین ۱۳۵۳) بازیگر سینما و تلویزیون اهل ایران است.

## سینمایی
| سال١٤٠٠ | عنوان فیلم هناس           | نقش شهره پيراني | کارگردان حسين دارابي |
| ------- | ------------------------- | --------------- | -------------------- |
| ۱۳۹۸    | کارو (فیلم ۱۳۹۸)          | شیلان           | احمد مرادپور         |
| ۱۳۹۷    | ایده اصلی                 | رویا            | آزیتا موگویی         |
| ۱۳۹۶    | سوءتفاهم                  | کارگردان        | احمدرضا معتمدی       |
| ۱۳۹۵    | اسرافیل                   | تاجی            | آیدا پناهنده         |
| ۱۳۹۵    | زیر سقف دودی              | شیرین           | پوران درخشنده        |
| ۱۳۹۴    | بادیگارد                  | راضیه           | ابراهیم حاتمی کیا    |
| ۱۳۹۴    | دختر                      | فرزانه          | رضا میرکریمی         |
| ۱۳۹۴    | گیتا                      | گیتا            | مسعود مددی           |
| ۱۳۹۳    | ماهی سیاه کوچولو          | شهرزاد          | مجید اسماعیلی        |
| ۱۳۹۲    | شیار ۱۴۳                  | اُلفَت            | نرگس آبیار           |
| ۱۳۹۲    | چ                         | هانا            | ابراهیم حاتمی کیا    |
| ۱۳۹۱    | رژیم طلایی                | پروین           | رضا سبحانی           |
| ۱۳۹۱    | همه چیز برای فروش         |                 | امیر حسین ثقفی       |
| ۱۳۹۱    | هیس! دخترها فریاد نمی‌زنند | فریماه تولایی   | پوران درخشنده        |
| ۱۳۹۰    | خرس                       | گلی             | خسرو معصومی          |
| ۱۳۹۰    | خوابم می‌آد                | شیرین           | رضا عطاران           |
| ۱۳۸۹    | جدایی نادر از سیمین       | قهرایی          | اصغر فرهادی          |
| ۱۳۸۹    | گزارش یک جشن              |                 | ابراهیم حاتمی‌کیا     |
| ۱۳۸۸    | دیگری                     | معصومه          | مهدی رحمانی          |
| ۱۳۸۸    | کیفر                      | سپیده           | حسن فتحی             |
| ۱۳۸۸    | نیش زنبور                 |                 | حمیدرضا صلاحمند      |
| ۱۳۸۷    | یک اشتباه کوچولو          | رعنا رواندوست   | محسن دامادی          |
| ۱۳۸۷    | درباره الی                | شهره            | اصغر فرهادی          |
| ۱۳۸۷    | شیرین                     | زن تماشاچی      | عباس کیارستمی        |
| ۱۳۸۷    | مدیوم                     |                 | علی توکل نیا         |
| ۱۳۸۷    | پریشانی                   |                 | علی توکل نیا         |
| ۱۳۸۶    | دعوت                      | بهار            | ابراهیم حاتمی کیا    |
| ۱۳۸۶    | خروس جنگی                 | مریم شایان      | مسعود اطیابی         |
| ۱۳۸۵    | آفتاب بر همه یکسان می‌تابد | جانت            | عباس رافعی           |
| ۱۳۸۵    | اخراجی‌ها                  | گزارشگر         | مسعود ده نمکی        |
| ۱۳۸۵    | دستهای خالی               | حوریه           | ابوالقاسم طالبی      |
| ۱۳۸۵    | نصف مال من، نصف مال تو    | مهری            | وحید نیکخواه آزاد    |
| ۱۳۸۴    | زاگرس                     | هنگامه          | محمدعلی نجفی         |
| ۱۳۸۳    | حکم                       | دریا            | مسعود کیمیایی        |
| ۱۳۸۳    | مجردها                    | لادن عربشاهی    | اصغر هاشمی           |
| ۱۳۸۳    | زن زیادی                  | سیما            | تهمینه میلانی        |
| ۱۳۸۲    | سربازهای جمعه             | نیره            | مسعود کیمیایی        |
| ۱۳۸۲    | معادله                    | زهره            | ابراهیم وحیدزاده     |
| ۱۳۸۲    | هم نفس                    | دکتر معتمدی     | مهدی فخیم‌زاده        |
| ۱۳۸۱    | سیزده گربه روی شیروانی    | گوهر            | علی عبدالعلی‌زاده     |
| ۱۳۸۱    | واکنش پنجم                | ترانه           | تهمینه میلانی        |
| ۱۳۷۹    | تکیه بر باد               | مرجان           | داریوش فرهنگ         |
| ۱۳۷۷    | دو زن                     | رؤیا            | تهمینه میلانی        |
| ۱۳۷۶    | زن شرقی                   | عاطفه           | رامبد لطفی           |
| ۱۳۷۵    | روی خط مرگ                | رعنا            | شفیع آقامحمدیان      |
| ۱۳۷۴    | پاتک                      |                 | علی اصغر شادروان     |

## مجموعه‌های تلویزیونی
| سال  | عنوان مجموعه     | کارگردان             | توضیحات                   |
| ---- | ---------------- | -------------------- | ------------------------- |
| ۱۳۹۱ | کلاه پهلوی       | سید ضیاءالدین دری    | شبکه ۱۵۴ قسمت             |
| ۱۳۸۲ | هم نفس           | مهدی فخیم‌زاده        | شبکه ۱۵ قسمت              |
| ۱۳۸۱ | دریایی‌ها         | سیروس مقدم           | شبکه ۵۲۶ قسمت             |
| ۱۳۸۰ | پلیس جوان        | سیروس مقدم           | شبکه ۳۲۶ قسمت             |
| ۱۳۷۹ | بازگشت به زندگی  | سید احمد سید پایداری | شبکه تهران                |
| ۱۳۷۸ | زمان شوریدگی     | محمدعلی نجفی         | شبکه ۱                    |
| ۱۳۷۶ | ولایت عشق        | مهدی فخیم زاده       | شبکه ۱۳۰ قسمت             |
| ۱۳۷۶ | فردا دیر است     | حسن فتحی             | شبکه ۳۲۶ قسمتبازیگر مهمان |
| ۱۳۷۶ | شن‌های کف رودخانه | یوسف سید مهدوی       | شبکه ۳۲۶ قسمت             |
| ۱۳۷۶ | کهنه‌سوار         | اکبر خواجویی         | شبکه ۳۲۳ قسمت             |
| ۱۳۷۵ | هوای تازه        | حسن فتحی             | شبکه ۲۳۲ قسمت             |
| ۱۳۷۵ | دبیرستان خضراء   | اکبر خواجویی         | شبکه ۲۲۶ قسمت             |
| ۱۳۷۴ | جهان وارونه      | بهمن زرین‌پور         | شبکه ۳پخش در نوروز ۷۵     |
| ۱۳۷۴ | مهر خوبان        | یوسف سید مهدوی       | شبکه ۳۹ قسمت              |
| ۱۳۷۴ | کارآگاه          | حسن هدایت            | شبکه ۱۱۶ قسمت             |

## نمایش خانگی
| سال پخش | نام سریال   | کارگردان       | نقش           |
| ------- | ----------- | -------------- | ------------- |
| ۱۴۰۲    | جنگل آسفالت | پژمان تیمورتاش |               |
| ۱۴۰۲    | افعی تهران  | سامان مقدم     |               |
| ١۴٠٠    | نوبت لیلی   | روح الله حجازی | روح انگیز     |
| ۱۴۰۰    | جیران       | حسن فتحی       | مهدعلیا       |
| ۱۳۹٨    | مانکن       | حسین سهیلی‌زاده | کتایون صوفیان |